# Виконт Ишер
Виконт Ишер из Ишера в графстве Суррей — наследственный титул в системе Пэрства Соединённого королевства.

## История
Титул виконта Ишера был создан 11 ноября 1897 года для известного адвоката и судьи Уильяма Балиола Бретта, 1-го барона Ишера (1815—1899). Он был депутатом Палаты общин от Хелстона (1866—1868), занимал посты генерального солиситора (1868) и начальника судебных архивов (1883—1897). В 1885 году для него был создан титул барона Ишера из Ишера в графстве Суррей в звании пэра Соединённого королевства. Его сын, Реджинальд Балиол Бретт, 2-й виконт Ишер (1852—1930), был либеральным политиком и историком. Он был депутатом Палаты общин от Пенрина и Фалмута (1880—1885), а также констеблем и губернатором Виндзорского замка (1928—1930). Его внук, Лионель Гордон Балиол Бретт, 4-й виконт Ишер (1913—2004), был известным архитектором.
По состоянию на 2025 год носителем титула являлся сын последнего, Кристофер Лионель Балиол Бретт, 5-й виконт Ишер (род. 1936), который сменил своего отца в 2004 году.

## Виконты Ишер (1897)
- 1897—1899: Уильям Балиол Бретт, 1-й виконт Ишер (13 августа 1815 — 24 мая 1899), сын преподобного Джозефа Джорджа Бретта (1790—1852);
- 1899—1930: Реджинальд Балиол Бретт, 2-й виконт Ишер (30 июня 1852 — 22 января 1930), старший сын предыдущего;
- 1930—1963: Оливер Сильвен Балиол Бретт, 3-й виконт Ишер (23 марта 1881 — 8 октября 1963), старший сын предыдущего;
- 1963—2004: Лионель Гордон Балиол Бретт, 4-й виконт Ишер (18 июля 1913 — 9 июля 2004), единственный сын предыдущего;
- 2004 — настоящее время: Кристофер Лионель Балиол Бретт, 5-й виконт Ишер (род. 23 декабря 1936), старший сын предыдущего;
  - Наследник титула: достопочтенный Мэтью Кристофер Энтони Бретт (род. 2 января 1963), старший сын предыдущего от первого брака;
  - Наследник наследника: Джек Александр Балиол Бретт (род. 14 июня 1996), единственный сын предыдущего.